# Werner Vogel (Maler, 1940)
Werner Vogel (* 1940) ist ein schweizerischer Maler.
Ausgebildet als Grafiker und Gestalter an der Kunstgewerbeschule Luzern, ist er seit 1965 in Luzern als selbständiger Grafiker tätig. Sein bekanntestes Werk ist ein zwanzig Meter hohes Wandbild in der Steinenstrasse in Luzern. Es wurde 1978 geschaffen und 2017 unter Anleitung des inzwischen 77-jährigen Künstlers restauriert.